# فريدريك هاربر
فريدريك هاربر (24 نوفمبر 1863 في المملكة المتحدة - 19 يناير 1937 بكرايستشرش في نيوزيلندا) (بالإنجليزية: Frederick Harper)‏ هو لاعب كريكت نيوزلندي.

## وصلات خارجية
- فريدريك هاربر على موقع إي آس بي آن كريك إنفو (الإنجليزية)